# Liste der Baudenkmäler in Velden (Vils)
Auf dieser Seite sind die Baudenkmäler in dem niederbayerischen Markt Velden zusammengestellt. Diese Tabelle ist eine Teilliste der Liste der Baudenkmäler in Bayern. Grundlage ist die Bayerische Denkmalliste, die auf Basis des Bayerischen Denkmalschutzgesetzes vom 1. Oktober 1973 erstmals erstellt wurde und seither durch das Bayerische Landesamt für Denkmalpflege geführt wird. Die folgenden Angaben ersetzen nicht die rechtsverbindliche Auskunft der Denkmalschutzbehörde.

## Ensembles

### Ensemble Marktplatz

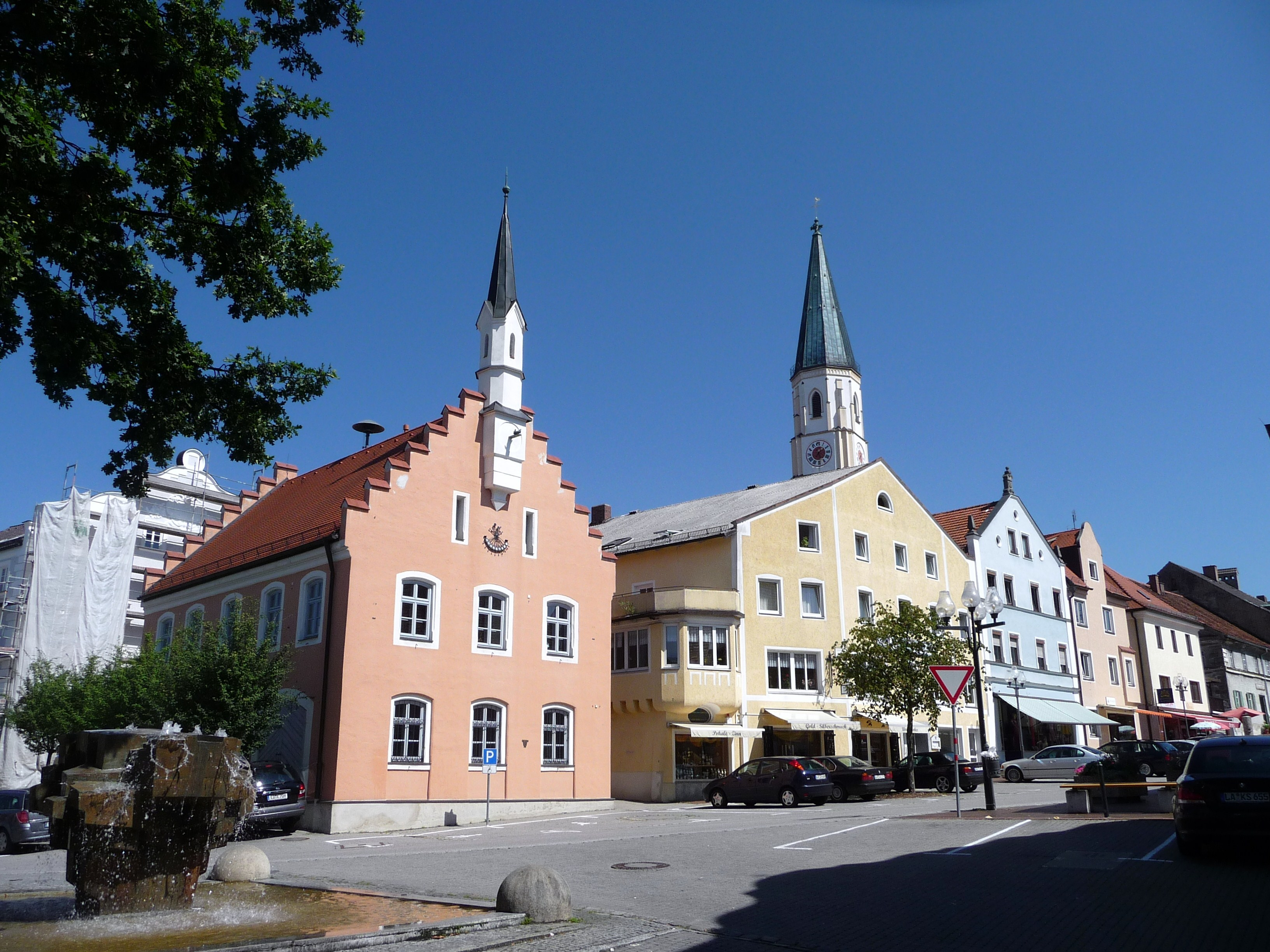

Das Ensemble umfasst den Marktplatz, eine mittelalterliche, von Norden nach Süden ansteigende Straßenplatzanlage, die in ihrer Mitte in scharfem, rechtwinkligen Haken nach Osten abknickt. Die innere, den Fuß des Kirchhügels umschließende Häuserzeile des Straßenwinkels erhebt sich über deutlich höherem Geländeniveau als die äußere; den Ausgleich stellt ein mit Bäumen bepflanzter Grünzug her, der dem Straßenzug einen angerartigen Charakter verleiht.
Velden, in karolingischer Zeit bereits ein zentraler Ort, entwickelte sich unter der von 903 bis 1803 währenden Herrschaft des Hochstifts Regensburg zum Marktort. Die Bebauung ist überwiegend geschlossener Art. Es handelt sich meist um Wohn- und Geschäftshäuser sowie Brauereigasthöfe, die nach dem Stadtbrand von 1862 neu entstanden sind oder ihre äußere Form erhalten haben. Die Bauten besitzen verputzte Fronten, ein Teil der Fassaden trägt Gliederungen und Verzierungen in Formen der Neugotik, der Neurenaissance und des Neubarock; die verschiedenen Dachformen und Giebelabschlüsse lassen ein lebendiges Straßenbild entstehen.
Die Gelenkstelle der beiden Markthälften wird durch das kleine neugotische Rathaus akzentuiert. An die ältere Bebauungsart vor dem Brand von 1862 erinnert eine Gruppe von kleinen Häusern mit vorstehenden Flachsatteldächern bei der alten Schmiede. Störend im Ensemble macht sich der Neubau Marktplatz 1 bemerkbar.
Aktennummer: E-2-74-183-1

## Baudenkmäler nach Ortsteilen

### Velden
| Lage                                 | Objekt                                        | Beschreibung | Akten-Nr.     | Bild                                          |
| ------------------------------------ | --------------------------------------------- | --- | ------------- | --------------------------------------------- |
| Georg-Brenninger-Straße 3 (Standort) | Wohnhaus                                      | zweigeschossiger giebelständiger Satteldachbau, mit neubarockem Giebel und Putzgliederung, 1880. | D-2-74-183-5  | Wohnhaus                                      |
| Hauptstraße 6 (Standort)             | Gasthof                                       | zweigeschossiger breitgelagerter Satteldachbau in Ecklage, 16./17. Jahrhundert, mit barockem Wirtshausschild und Hausfigur. | D-2-74-183-6  | Gasthof                                       |
| Kirchplatz 3 (Standort)              | Katholische Pfarrkirche St. Petrus mit Mauer  | spätgotische Staffelhalle mit Westturm, Gliederung durch Strebepfeiler und Frieszone am Chor, fünfgeschossiger Turm mit Oktogonaufsatz und Spitzhelm, in der zweiten Hälfte des 15. Jahrhunderts errichtet, Regotisierung des Innern und Neuausstattung 1850–1860; mit Ausstattung; alte Friedhofsmauer, Ziegelstein, vor 1800. | D-2-74-183-7  | weitere Bilder                                |
| Kirchstraße 1 (Standort)             | Ehemaliger Gasthof                            | dreigeschossiger Satteldachbau über hohem Sockel, in Ecklage, mit rustizierten Ecklisenen und Putzgliederung in neubarocken Formen, um 1900; siehe auch Marktplatz 17. | D-2-74-183-10 | Ehemaliger Gasthof                            |
| Kirchstraße 3 (Standort)             | Wohnhaus                                      | dreigeschossiger giebelständiger Satteldachbau mit Treppengiebel und Balkonerker, Fassade mit historistischen Formelementen, im Kern von 1865,(Neubau nach Großbrand), aufgestockt 1914 | D-2-74-183-11 | BW                                            |
| Marktplatz 7 (Standort)              | Ehemalige Schmiede                            | zweigeschossiges giebelständiges Gebäude mit vorstehendem Flachsatteldach, Blockbau-Kniestock und Erdgeschossarkaden über Rundpfeilern, Anfang 19. Jahrhundert. | D-2-74-183-12 | Ehemalige Schmiede                            |
| Marktplatz 13 (Standort)             | Wohnhaus                                      | kleines zweigeschossiges giebelständiges Gebäude mit vorstehendem Flachsatteldach, um Mitte 19. Jahrhundert. | D-2-74-183-14 | Wohnhaus                                      |
| Marktplatz 17 (Standort)             | Ehemaliger Brauereigasthof und Pferdehandlung | breitgelagerte dreigeschossige Anlage über hohem Sockelgeschoss mit Flachsatteldach und Vorschussgiebel, um 1880; westlich über Durchgang verbundenes Nebengebäude, wohl gleichzeitig; östlich mit Kirchstraße 1 verbunden. | D-2-74-183-15 | Ehemaliger Brauereigasthof und Pferdehandlung |
| Marktplatz 21 (Standort)             | Ehemaliges Rathaus                            | freistehender zweigeschossiger Satteldachbau mit Treppengiebeln, am Südgiebel Dachreiter mit Spitzhelm, nach 1862. | D-2-74-183-16 | weitere Bilder                                |
| Marktplatz 25 (Standort)             | Wohn- und Geschäftshaus                       | dreigeschossiger giebelständiger Satteldachbau, mit einfacher Geschoss- und Putzgliederung, Giebel mit Aufsätzen, bezeichnet 1899 (bezeichnet) durch Georg Brenninger umgebaut, im Kern älter. | D-2-74-183-17 | Wohn- und Geschäftshaus                       |
| Marktplatz 26 (Standort)             | Gasthof                                       | Wohn- und Geschäftshaus, dreigeschossige Anlage, nördlich mit Walmdach, mit Zwerchhäusern und Eckerker, Putzgliederungen im geometrisierenden Jugendstil, 1909. | D-2-74-183-18 | Gasthof                                       |
| Marktplatz 31 (Standort)             | Wohn- und Geschäftshaus                       | zweigeschossiger traufständiger Satteldachbau, Ziegelstein, mit Eckquaderung, Geschossgliederung und Traufgesims, nach 1862. | D-2-74-183-20 | Wohn- und Geschäftshaus                       |
| Marktplatz 33 (Standort)             | Wohnhaus                                      | später Wohn- und Geschäftsgebäude, zweigeschossiger Satteldachbau, östlich mit Walmdach, spätklassizistisch, mit rustizierten Ecklisenen, Putzgliederungen und Vortreppe, nach 1862. | D-2-74-183-21 | Wohnhaus                                      |
| Marktplatz 38 (Standort)             | Wohngebäude                                   | später Wohn- und Geschäftshaus, zweigeschossiger giebelständiger Flachsatteldachbau mit Wellengiebel, wohl nach 1862, im Kern älter. | D-2-74-183-22 | Wohngebäude                                   |
| Marktplatz 44 (Standort)             | Wohnhaus                                      | zweigeschossiger Satteldachbau in Ecklage, spätklassizistisch, mit Putzgliederungen und eisernem Balkon, nach 1862. | D-2-74-183-23 | Wohnhaus                                      |
| Schulstraße 11 (Standort)            | Kriegerdenkmal                                | für die Gefallenen des Ersten und Zweiten Weltkrieges, Steinsockel mit Inschrift und figürlicher Bekrönung, nach 1918 und 1945. | D-2-74-183-98 | Kriegerdenkmal                                |
| Schulstraße 11 (Standort)            | Gedenkstein                                   | für die Gefallenen der Kriege 1866, 1870/71, Obelisk von 1908. | D-2-74-183-9  | Gedenkstein                                   |
| Schulstraße 11 (Standort)            | Friedhofsanlage                               | 1906–11; Aussegnungshalle, eingeschossiges Gebäude mit geschwungenem Walm- und Krüppelwalm, Vorhalle und Dachreiter, seitliche Flügel mit Krüppelwalmdach; Eckkapellen des Friedhofs, teilweise als Gruftanlagen; Einfriedung mit Zugangstor.                                                                                   | D-2-74-183-97 | Friedhofsanlage                               |
| Stiftstraße 3 (Standort)             | Villa mit Hochparterre                        | zweigeschossiges Gebäude über quadratischem Grundriss, mit Hochparterre und Dachgeschoss, mit pyramidenförmigem Mansarddach, Eckerker und Balkonen, von Max Roth, 1910/11; mit Ausstattung. | D-2-74-183-80 | Villa mit Hochparterre                        |
| Dr.-Sturm-Straße 5 (Standort)        | Kapelle                                       | massiver Satteldachbau, neugotisch, zweiten Hälfte 19. Jahrhundert; 300 m südöstlich der Kirche. | D-2-74-183-26 | Kapelle                                       |
| Vilsstraße 38 (Standort)             | Kapelle                                       | massiver Satteldachbau mit Dachreiter, mit Putzgliederung, erbaut 1881 (bezeichnet); mit Ausstattung. | D-2-74-183-1  | Kapelle                                       |
| Vilsstraße 40, 39 (Standort)         | Ehemaliger Bahnhof Velden (Vils)              | zweigeschossiger Klinkerbau mit Krüppelwalmdach, mit Geschossgliederung, erbaut 1898; Güterhalle des Bahnhofs, lang gestreckter eingeschossiger Klinkerbau mit vorkragendem Satteldach, gleichzeitig; Toilettenhäuschen, erdgeschossiger Klinkerbau mit flachem Walmdach, gleichzeitig.                                         | D-2-74-183-2  | Ehemaliger Bahnhof Velden (Vils)              |

### Alteberspoint
| Lage                  | Objekt                      | Beschreibung | Akten-Nr.     | Bild |
| --------------------- | --------------------------- | --- | ------------- | ---- |
| Haus Nr. 3 (Standort) | Filialkirche St. Laurentius | kleine spätgotische Anlage der zweiten Hälfte des 15. Jahrhunderts, Fenster barock verändert, westlich Dachreiter mit Kuppelhaube; mit Ausstattung. | D-2-74-183-27 | BW   |

### Asching
| Lage                    | Objekt      | Beschreibung                                                                           | Akten-Nr.     | Bild |
| ----------------------- | ----------- | -------------------------------------------------------------------------------------- | ------------- | ---- |
| Nähe Asching (Standort) | Feldkapelle | massiver Satteldachbau mit einfacher Putzgliederung, bezeichnet 1811; mit Ausstattung. | D-2-74-183-29 | BW   |

### Bach
| Lage                  | Objekt                     | Beschreibung                                                                      | Akten-Nr.     | Bild |
| --------------------- | -------------------------- | --------------------------------------------------------------------------------- | ------------- | ---- |
| Haus Nr. 1 (Standort) | Ehemaliges Kleinbauernhaus | zweigeschossiger Flachsatteldachbau, Obergeschoss in Ständerriegelbauweise, 1850. | D-2-74-183-30 | BW   |

### Biedenbach
| Lage                  | Objekt                    | Beschreibung | Akten-Nr.     | Bild |
| --------------------- | ------------------------- | --- | ------------- | ---- |
| Haus Nr. 1 (Standort) | Ehemaliges Hofmarkschloss | 1720 bis Ende 19. Jahrhundert Pfarrhof von Velden, zweigeschossige Dreiflügelanlage mit Walmdächern, Haupthaus mit Altane und Glockenreiter, spätes 17. Jahrhundert, Ausbau um 1720, Hauskapelle im 1. Obergeschoss; mit Ausstattung; ehemaligen Stallgebäude, überwiegend massiver Satteldachbau, nördlich mit Schopfwalm, wohl 18. Jahrhundert; Gartenanlage, um 1920, mit älterem Baumbestand und sogenannten Herrengarten östlich des Wohnhauses; Einfriedung, Mauer mit Pfeilern und Toren, um 1910, nach 1945 erhöht. | D-2-74-183-31 | BW   |

### Bruck
| Lage                   | Objekt              | Beschreibung | Akten-Nr.     | Bild |
| ---------------------- | ------------------- | --- | ------------- | ---- |
| Haus Nr. 12 (Standort) | Hakenhof mit Stadel | Wohnstallhaus, zweigeschossiger Flachsatteldachbau mit Blockbau-Obergeschoss, Wirtschafts- und Stallteil zweigeschossiger Ziegelbau, 19. Jahrhundert; Bundwerkstadel, Satteldachbau mit teilweise ausgemauertem Erdgeschoss, im Dachraum Schüttboden, Ende 18./Anfang 19. Jahrhundert. | D-2-74-183-32 | BW   |

### Eberspoint
| Lage                                                     | Objekt                                 | Beschreibung | Akten-Nr.     | Bild                                   |
| -------------------------------------------------------- | -------------------------------------- | --- | ------------- | -------------------------------------- |
| Kellerbergstraße 4 (Standort)                            | Pfarrkirche St. Andreas                | Saalkirche, nach Norden orientierte barocke Anlage, an der Südfassade vorgelagerter Turm mit Spitzhelm, mit einfacher Putzgliederung, um 1700; mit Ausstattung. | D-2-74-183-33 | weitere Bilder                         |
| Hofmarkstraße 1 (Standort)                               | Hakenhof mit Nebengebäude und Schmiede | Wohngebäude, zweigeschossiger traufständiger Satteldachbau, mit Putzgliederung, Mitte 19. Jahrhundert; anschließendes Nebengebäude und Schmiede, zweigeschossiger Satteldachbau mit Kniestock, mit einfacher Putzgliederung, gleichzeitig.                                                | D-2-74-183-35 | Hakenhof mit Nebengebäude und Schmiede |
| Hofmarkstraße 5, 3 (Standort)                            | Gasthof mit Stadel                     | breitgelagerter zweigeschossiger Massivbau mit Flachsatteldach, 1. Hälfte 19. Jahrhundert; Nebengebäude, traufständiger zweigeschossiger Satteldachbau, mit Ecklisenen und Putzgliederung, Mitte 19. Jahrhundert; zugehöriger Pfeilerstadel, Sichtziegelbau mit Satteldach, gleichzeitig. | D-2-74-183-37 | Gasthof mit Stadel                     |
| Hofmarkstraße 14 (Standort)                              | Wohnhaus                               | zweigeschossiges giebelständiges Gebäude mit Flachsatteldach und Blockbau-Obergeschoss, mit barockem Schweifgiebel, 1794. | D-2-74-183-38 | Wohnhaus                               |
| Hofmarkstraße 27 (Standort)                              | Kleinbauernhaus                        | Mittertennbau, zweigeschossiger Satteldachbau mit Traufschrot, im Kern Ende 18. Jahrhundert. | D-2-74-183-39 | BW                                     |
| Kellerbergstraße 2 (Standort)                            | Wohnhaus                               | zweigeschossiges Gebäude mit Halbwalmdach, 18. Jahrhundert; in baulicher Verbindung mit der Kirche. | D-2-74-183-41 | Wohnhaus                               |
| Kellerbergstraße 31 (Standort)                           | Einfirsthof                            | zweigeschossiges Gebäude mit Flachsatteldach, mit Schweifgiebel, Anfang 19. Jahrhundert. | D-2-74-183-42 | BW                                     |
| Pasbergstraße 20 (Standort)                              | Bauernhaus                             | ehemaligen Mittertennhaus, zweigeschossiges Gebäude mit Flachsatteldach, mit verputztem Blockbau-Obergeschoss und Eckquaderung, im Kern 18. Jahrhundert. | D-2-74-183-43 | BW                                     |
| Reitstraße 11 (Standort)                                 | Ehemaliger Einfirsthof                 | zweigeschossiger Flachsatteldachbau mit Blockbau-Obergeschoss und Giebellaube, Tenntor bezeichnet 1827. | D-2-74-183-44 | BW                                     |
| Venusbergstraße 12. An der Straße nach Holzen (Standort) | Kapelle Maria-Hilf                     | kleiner massiver Satteldachbau, 18. Jahrhundert; mit Ausstattung. | D-2-74-183-46 | BW                                     |

### Erlach
| Lage                       | Objekt                    | Beschreibung | Akten-Nr.     | Bild           |
| -------------------------- | ------------------------- | --- | ------------- | -------------- |
| Haus Nr. 37 1/3 (Standort) | Filialkirche St. Leonhard | spätgotische Wandpfeilerkirche, Saalbau, zweite Hälfte des 15. Jahrhunderts, Gliederung durch umlaufenden profilierten Sockel und Dreieckstreben am Chor sowie Dachfries, nordseitig am Langhaus sechsgeschossiger Turm, mit Spitzhelm von 1872; mit Ausstattung. | D-2-74-183-47 | weitere Bilder |

### Geratsfurth
| Lage                                        | Objekt    | Beschreibung                                           | Akten-Nr.     | Bild |
| ------------------------------------------- | --------- | ------------------------------------------------------ | ------------- | ---- |
| Geratsfurth 1, 1a. An der Straße (Standort) | Bildstock | gemauert, mit kleinem Satteldach, 17./18. Jahrhundert. | D-2-74-183-48 | BW   |

### Glocksberg
| Lage                                               | Objekt    | Beschreibung                                              | Akten-Nr.     | Bild      |
| -------------------------------------------------- | --------- | --------------------------------------------------------- | ------------- | --------- |
| Nähe Glocksberg. An der Straßenkreuzung (Standort) | Bildstock | mit Laterne, mit Figurennische, Neurokoko, 1947 erneuert. | D-2-74-183-49 | Bildstock |

### Haideck
| Lage                  | Objekt                        | Beschreibung | Akten-Nr.     | Bild |
| --------------------- | ----------------------------- | --- | ------------- | ---- |
| Haus Nr. 1 (Standort) | Einfirsthof mit Nebengebäuden | eingeschossiger Flachsatteldachbau, Stall und Stadel als Ständerbohlenbau, Ende 18./Anfang 19. Jahrhundert, Veränderungen und Überformungen Anfang des 20. Jahrhunderts; Backhaus, Ziegelsteinbau mit Satteldach, wohl gleichzeitig; Tiefbrunnen. | D-2-74-183-52 | BW   |

### Herrneck
| Lage                  | Objekt  | Beschreibung | Akten-Nr.     | Bild    |
| --------------------- | ------- | --- | ------------- | ------- |
| Haus Nr. 1 (Standort) | Kapelle | kleiner massiver Satteldachbau, neugotisch, Ende 19. Jahrhundert. Das Gebäude hat eine starke Schräglage nach Links (Bild täuscht) | D-2-74-183-81 | Kapelle |

### Hirschhof
| Lage                         | Objekt  | Beschreibung                                                                              | Akten-Nr.     | Bild    |
| ---------------------------- | ------- | ----------------------------------------------------------------------------------------- | ------------- | ------- |
| Vor Haus Nr. 1, 2 (Standort) | Kapelle | kleiner massiver Satteldachbau mit einfacher Putzgliederung, neugotisch, bezeichnet 1900. | D-2-74-183-56 | Kapelle |

### Hofbruck
| Lage                          | Objekt                    | Beschreibung                                                          | Akten-Nr.     | Bild           |
| ----------------------------- | ------------------------- | --------------------------------------------------------------------- | ------------- | -------------- |
| Gegenüber Hofbruck (Standort) | Marienkapelle St. Barbara | kleiner massiver Satteldachbau mit Dachreiter, 1682; mit Ausstattung. | D-2-74-183-57 | weitere Bilder |

### Kleinvelden
| Lage                  | Objekt                     | Beschreibung | Akten-Nr.     | Bild           |
| --------------------- | -------------------------- | --- | ------------- | -------------- |
| Haus Nr. 5 (Standort) | Filialkirche St. Lambertus | Saalkirche, spätgotischer Backsteinbau mit Westturm, Gliederung durch umlaufenden Sockel und Dachfries, Turm fünfgeschossig mit Satteldach, um 1500; mit Ausstattung. | D-2-74-183-58 | weitere Bilder |

### Kothlehen
| Lage                  | Objekt | Beschreibung                                                 | Akten-Nr.     | Bild   |
| --------------------- | ------ | ------------------------------------------------------------ | ------------- | ------ |
| Haus Nr. 1 (Standort) | Stadel | mit Flachsatteldach und Bundwerkzone, Mitte 19. Jahrhundert. | D-2-74-183-59 | Stadel |

### Kreuz
| Lage                  | Objekt                                | Beschreibung | Akten-Nr.     | Bild           |
| --------------------- | ------------------------------------- | --- | ------------- | -------------- |
| Haus Nr. 3 (Standort) | Filialkirche Heiligste Dreifaltigkeit | Saalkirche mit Westturm, spätgotischer Backsteinbau, um 1500, Gliederung durch umlaufenden Sockel und Dachfries am Chor, Westturm mit Geschossgliederung und Spitzhelm, Turmoberbau 19. Jahrhundert; mit Ausstattung. | D-2-74-183-60 | weitere Bilder |
| Haus Nr. 4 (Standort) | Stadel                                | Ständerbohlenbau mit Bundwerk, südlich mit Halbwalmdach, vor der Kirche, Anfang 19. Jahrhundert. | D-2-74-183-61 | Stadel         |

### Lahn
| Lage                  | Objekt      | Beschreibung                                                                                 | Akten-Nr.     | Bild |
| --------------------- | ----------- | -------------------------------------------------------------------------------------------- | ------------- | ---- |
| Haus Nr. 1 (Standort) | Einfirsthof | eingeschossiger Flachsatteldachbau mit Kniestock, im Blockbau-Obergeschoss, 19. Jahrhundert. | D-2-74-183-62 | BW   |

### Mariaberg
| Lage                      | Objekt                                     | Beschreibung | Akten-Nr.     | Bild |
| ------------------------- | ------------------------------------------ | --- | ------------- | ---- |
| Haus Nr. 5 1/2 (Standort) | Filialkirche Unserer Lieben Frau mit Mauer | Saalkirche, spätgotischer Wandpfeilerbau der zweiten Hälfte des 15. Jahrhunderts, um 1670 barockisiert, mit Lisenengliederung, nördlich Chorflankenturm mit oktogonalem Aufsatz und Zwiebelhaube; mit Ausstattung; Friedhofsmauer, Ziegelstein, 18./19. Jahrhundert, wohl mit älterem Kern. | D-2-74-183-63 | BW   |
| Haus Nr. 3 (Standort)     | Stadel                                     | Satteldachbau mit Riegelbundwerk, östlich der Kirche, bezeichnet 1771. | D-2-74-183-64 | BW   |

### Marsberg
| Lage                  | Objekt                                              | Beschreibung | Akten-Nr.     | Bild |
| --------------------- | --------------------------------------------------- | --- | ------------- | ---- |
| Haus Nr. 1 (Standort) | Wohnstallhaus eines Dreiseithofs mit Getreidekasten | eingeschossiger Flachsatteldachbau in Blockbauweise, mit spätbarocker gemauerter Giebelwand, Ende 18. Jahrhundert; geständerter Traidkasten in Blockbauweise, um 1800. | D-2-74-183-65 | BW   |

### Obervilslern
| Lage                             | Objekt                                  | Beschreibung | Akten-Nr.     | Bild |
| -------------------------------- | --------------------------------------- | --- | ------------- | ---- |
| Dorfstraße 18, 20, 28 (Standort) | Pfarrhof mit Scheune und Getreidekasten | zweigeschossiges Gebäude mit Krüppelwalmdach, im Kern wohl 18. Jahrhundert; Ziegelscheune und Einfahrt, 1840; Blockbau-Traidkasten, wohl gleichzeitig. | D-2-74-183-66 | BW   |
| Dorfstraße 3 (Standort)          | Stadel                                  | Steildachbau in Ständerbohlenbauweise mit Bundwerk, um 1750.                                                                                           | D-2-74-183-67 | BW   |

### Pfenningsöd
| Lage                  | Objekt                           | Beschreibung                                                                                          | Akten-Nr.     | Bild |
| --------------------- | -------------------------------- | --- | ------------- | ---- |
| Haus Nr. 6 (Standort) | Wohnstallhaus eines Dreiseithofs | zweigeschossiges Gebäude mit Flachsatteldach, Blockbau-Obergeschoss mit Traufschrot, 18. Jahrhundert. | D-2-74-183-68 | BW   |

### Raffelberg
| Lage                                          | Objekt      | Beschreibung                                                  | Akten-Nr.     | Bild |
| --------------------------------------------- | ----------- | ------------------------------------------------------------- | ------------- | ---- |
| Flur Raffelberg, östlich des Ortes (Standort) | Feldkapelle | kleiner massiver Satteldachbau, erste Hälfte 19. Jahrhundert. | D-2-74-183-69 | BW   |

### Ruprechtsberg
| Lage                       | Objekt                                     | Beschreibung | Akten-Nr.     | Bild                                       |
| -------------------------- | ------------------------------------------ | --- | ------------- | ------------------------------------------ |
| Haus Nr. 14, 16 (Standort) | Filialkirche St. Rupertus mit Mauer        | Saalkirche, spätgotischer Wandpfeilerbau der zweiten Hälfte des 15. Jahrhunderts, Turm und Langhausmauern im Kern wohl 14. Jahrhundert, erweitert durch Seitenschiffanbau 1727, nördlich Chorflankenturm mit barocker Turmkuppel von 1740; mit Ausstattung; ältere Teile der Friedhofsmauer, Ziegelstein, 18./19. Jahrhundert. | D-2-74-183-71 | weitere Bilder                             |
| Haus Nr. 22 (Standort)     | Ehemaliger Pfarrhof mit Wirtschaftsgebäude | Wohnhaus, zweigeschossiges Gebäude mit Zeltdach, 18. Jahrhundert; Wirtschaftsgebäude, zweigeschossiges Gebäude mit Steildach, gleichzeitig. | D-2-74-183-72 | Ehemaliger Pfarrhof mit Wirtschaftsgebäude |

### Schlegelsreit
| Lage                                 | Objekt                   | Beschreibung | Akten-Nr.     | Bild           |
| ------------------------------------ | ------------------------ | --- | ------------- | -------------- |
| Zwischen Haus Nr. 1 und 2 (Standort) | Filialkirche St. Andreas | Saalkirche, spätgotischer Bau des 15. Jahrhunderts mit eingezogenem Chor, Westturm quadratisch mit oktogonalem Aufsatz und Spitzhelm; mit Ausstattung. | D-2-74-183-73 | weitere Bilder |

### Untervilslern
| Lage                            | Objekt                             | Beschreibung | Akten-Nr.     | Bild           |
| ------------------------------- | ---------------------------------- | --- | ------------- | -------------- |
| St.-Ulrich-Straße 13 (Standort) | Katholische Pfarrkirche St. Ulrich | spätromanische Chorturmanlage des 13. Jahrhunderts, 1754 barocke Langhauserweiterung, Anbau einer Sakristei am Chorturm, Ostturm mit Satteldach und getreppten Giebeln; mit Ausstattung. | D-2-74-183-75 | weitere Bilder |

### Vilssöhl
| Lage                  | Objekt                         | Beschreibung | Akten-Nr.     | Bild |
| --------------------- | ------------------------------ | --- | ------------- | ---- |
| Haus Nr. 7 (Standort) | Katholische Kirche St. Erasmus | Saalkirche, spätgotischer Bau des 14./15. Jahrhunderts mit eingezogenem Chor, am Langhaus Ecklisenen, westlich Dachreiter mit Spitzhelm, 1773 von Lorenz Mayr erneuert; mit Ausstattung. | D-2-74-183-76 | BW   |

### Zweifurth
| Lage                  | Objekt | Beschreibung | Akten-Nr.     | Bild |
| --------------------- | ------ | --- | ------------- | ---- |
| Haus Nr. 1 (Standort) | Stadel | Gebäude mit Halbwalmdach, teilweise Bundwerk, Westfront Ziegelmauerwerk mit Terrakottareliefs, farbige Fassung, 1812. | D-2-74-183-78 | BW   |

## Ehemalige Baudenkmäler
Die folgenden Objekte existieren zwar noch, wurden aber aus der Bayerischen Denkmalliste gestrichen.

| Lage                                           | Objekt                                                        | Beschreibung | Akten-Nr.     | Bild            |
| ---------------------------------------------- | ------------------------------------------------------------- | --- | ------------- | --------------- |
| Velden Kirchplatz (Standort)                   | Alte Friedhofsmauer                                           | aus Ziegelsteinen, vor 1800. | D-2-74-183-8  | BW              |
| Velden Marktplatz 9 (Standort)                 | Traufseithaus                                                 | mit Krüppelwalmdach, um Mitte 19. Jahrhundert. | D-2-74-183-13 | BW              |
| Velden Marktplatz 30 (Standort)                | Wohn- und Geschäftshaus                                       | dreieinhalbgeschossiges Gebäude mit Vorschussgiebel und neubarockem Fassadenstuck, um 1900. | D-2-74-183-19 | BW              |
| Velden Vilsstraße 42 (Standort)                | Güterhalle des Bahnhofs Velden                                | lang gestreckter erdgeschossiger Klinkerbau mit vorkragendem Satteldach, erbaut 1898. | D-2-74-183-3  | BW              |
| Velden Neuer Friedhof (Standort)               | Kriegerdenkmal                                                | für die Gefallenen des Ersten Weltkrieges. | D-2-74-183-24 | BW              |
| Alteberspoint Alteberspoint 2 (Standort)       | Steintafel                                                    | bezeichnet 1565, am Hauptgebäude; Blockbau-Traidboden, zweiten Hälfte 18. Jahrhundert, über dem Südflügel.                                                                                               | D-2-74-183-28 | BW              |
| Eberspoint Hofmarkstraße 3 (Standort)          | Nebengebäude zum Gasthof mit Stadel                           | Stattliches, traufständiges Nebengebäude zum Gasthof, Mitte 19. Jahrhundert; zugehöriger Pfeilerstadel, gleichzeitig.                                                                                    | D-2-74-183-36 | BW              |
| Eberspoint Kellerbergstraße 8 (Standort)       | Kleinbauernhaus                                               | zweigeschossiges Gebäude mit Flachsatteldach, Blockbau-Obergeschoss, 17./18. Jahrhundert, Traufschrot erneuert.                                                                                          | D-2-74-183-40 | Kleinbauernhaus |
| Eberspoint Rosenstraße 12 (Standort)           | Ehemaliges Bauernhaus                                         | dreigeschossiger Flachsatteldachbau, Obergeschosse in Blockbauweise, Ende 18./Anfang 19. Jahrhundert. | D-2-74-183-45 | BW              |
| Hackenkam Zwischen Haus Nr. 1 und 2 (Standort) | Wohnstallhaus eines ehemaligen Vierseitofes                   | zweigeschossiger Satteldachbau mit Blockbau-Obergeschoss und Schrot, 1601 (dendrochronologisch datiert), Umbau mit Vergrößerung des Stallbereichs, um 1850.                                              | D-2-74-183-50 | BW              |
| Haid westlich am Waldrand (Standort)           | Bildstock                                                     | 18./19. Jahrhundert. | D-2-74-183-51 | BW              |
| Herrneck (Standort)                            | Kapelle                                                       | neugotisch, 19. Jahrhundert. | D-2-74-183-54 | BW              |
| Hintelsberg Hintelsberg 2 (Standort)           | Kleinbauernhaus                                               | eingeschossiger Blockbau mit Flachsatteldach, 17./18. Jahrhundert. | D-2-74-183-55 | BW              |
| Rothweg Rothweg 1 (Standort)                   | Zugehöriger Bundwerkstadel                                    | mit Halbwalmdach, erstes Drittel 19. Jahrhundert. | D-2-74-183-70 | BW              |
| Ruprechtsberg Ruprechtsberg 19 (Standort)      | Remise eines ehemaligen Dreiseithofs mit Figur und Bienenhaus | Backsteinbau mit Satteldach, mit segmentbogenförmigen Lüftungsöffnungen; im Giebel Hl. Josef mit Jesuskind über Schriftfeld, gleichzeitig; Bienenhaus, Satteldachbau in Holzbauweise, wohl gleichzeitig. | D-2-74-183-79 | BW              |
| Walding Walding 1 (Standort)                   | Wohnstallhaus                                                 | bemerkenswerter Blockbau-Obergeschoss mit Schroten und Bemalung, zweiten Hälfte 18. Jahrhundert. | D-2-74-183-77 | BW              |